# 甘肃省人民政府国有资产监督管理委员会
甘肃省人民政府国有资产监督管理委员会，简称甘肃省国资委，是中华人民共和国甘肃省人民政府直属正厅级特设机构。根据甘肃省人民政府授权，代表甘肃省人民政府履行出资人职责，监管甘肃省属企业的国有资产。

## 监管企业
截至2020年8月，甘肃省国资委共有出资企业39家：
- 金川集团股份有限公司
- 酒泉钢铁（集团）有限责任公司
- 白银有色集团股份有限公司
- 甘肃省农垦集团有限责任公司
- 甘肃省物产集团
- 甘肃省建设投资（控股）集团有限公司
- 甘肃能源化工投资集团有限公司
- 靖远煤业集团有限责任公司
- 窑街煤电集团有限公司
- 兰州兰石集团有限公司
- 甘肃省电力投资集团有限责任公司
- 甘肃省国有资产投资集团有限公司
- 甘肃省公路航空旅游投资集团有限公司
- 甘肃省民航机场集团有限公司
- 甘肃省城乡发展投资集团有限公司
- 甘肃金融控股集团有限公司
- 甘肃省铁路投资建设集团有限公司
- 甘肃工程咨询集团股份有限公司
- 甘肃电气装备集团有限公司
- 甘肃科技投资集团有限公司
- 甘肃省公路交通建设集团有限公司
- 丝绸之路信息港股份有限公司
- 甘肃药业投资集团有限公司
- 甘肃文旅产业集团有限公司
- 华龙证券股份有限公司
- 甘肃新盛国资管理运营有限公司
- 甘肃省水利水电工程局有限责任公司
- 甘肃省有色金属企业管理公司
- 甘肃省新业资产经营有限责任公司
- 白银有色产业集团有限责任公司
- 甘肃省长城建设集团
- 甘肃水务集团
- 甘肃省纺织科学研究院有限责任公司
- 丝绸之路国际知识产权港有限责任公司
- 甘肃省工程设计研究院有限公司
- 兰州交大工程咨询有限责任公司
- 兰州交大设计研究院有限公司
- 兰州交大工程检测有限公司
- 兰州理工大学建筑勘察设计院有限公司